# Изабе, Жан-Батист
Жан-Бати́ст Изабе́ (фр. Jean-Baptiste Isabey; 11 апреля 1767, Нанси, Королевство Франция — 18 апреля 1855, Париж, Вторая Французская империя) — французский живописец-миниатюрист, рисовальщик, акварелист, литограф, театральный декоратор, художник по костюму, выдающийся мастер портретной миниатюры эпохи неоклассицизма и ампира. Отец Эжена Изабе (1803—1886), не менее известного живописца-романтика, рисовальщика, акварелиста и литографа периода Второй империи.

## Жизнь и творчество

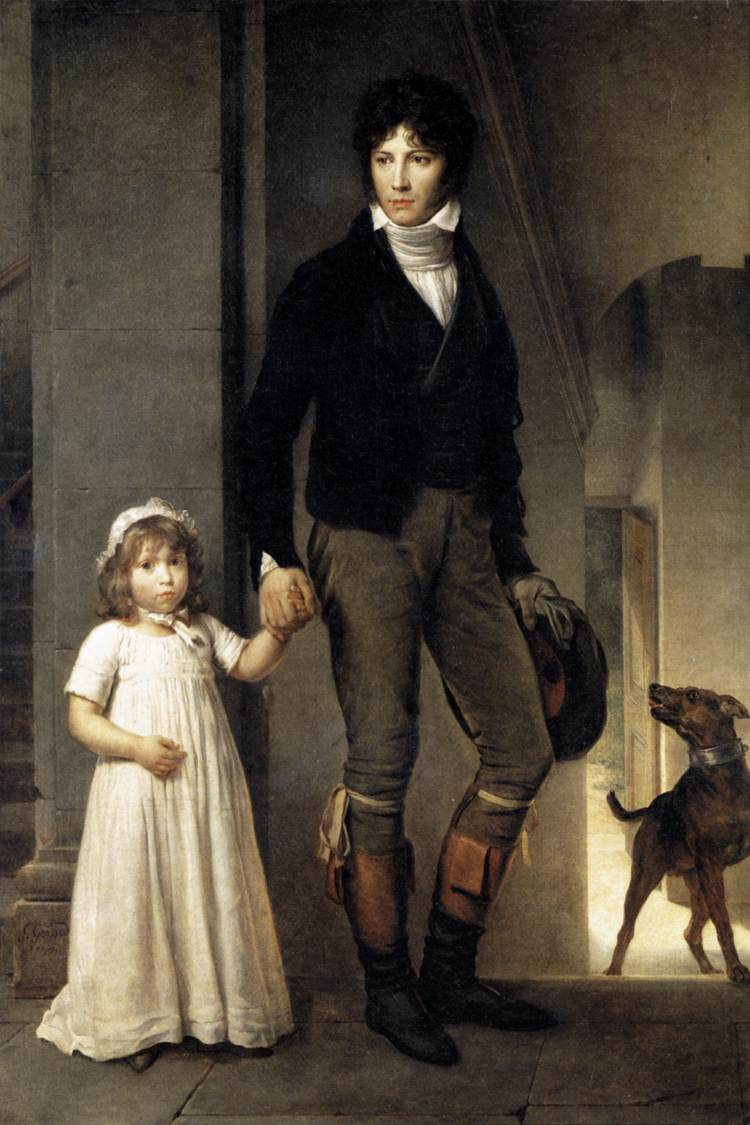
Ф. Жерар. Портрет Ж.-Б. Изабе с дочерью Александриной. 1795. Холст, масло. Лувр, Париж

Жан-Батист Изабе родился в Нанси (Лотарингия) в скромной семье бакалейщика Жака Изабе и Марии Пуарель. Его старший брат Луи Изабе (1766—1813), скрипач, служил концертмейстером в России, в Санкт-Петербурге. Жан-Батист Изабе стал учеником пейзажиста Жана-Батиста Клодо и, возможно, Жана Жирардe.
В 1783 году он ушёл от своих учителей ради обязанностей по надзору за постройками в Нанси, но в 1785 году ему пришлось покинуть Нанси и переехать в Париж, где он стал зарабатывать себе на жизнь росписью шкатулок и пуговиц. В 1787 году Изабе брал уроки живописи у своего соотечественника Франсуа Дюмона, живописца-миниатюриста королевы Марии-Антуанетты. Во время бала-маскарада графиня Калиньяк ради шутки представила его королеве переодетым молодой дамой. Допущенный ко двору, Изабе был нанят для написания портретов герцогов Ангулемских и Беррийских. Королева давала ему заказы на миниатюрные портреты, за которыми с этого момента последовали многие другие. Он познакомился с Юбером Робером и работал под его руководством в замке Борегар (château de Beauregard) графа Артуа, будущего короля Карла X.
В 1788 году Жан-Батист Изабе стал одним из учеников Жака Луи Давида, с которым у него сложились дружеские отношения, и тот помогал ему в создании картины «Любовь Париса и Елены». В 1789 году он стал членом масонской ложи Соединённые друзья (Les Amis Réunis). 15 августа 1791 года он женился на Жюстин Лорисс де Сальен, из бедной дворянской семьи. В 1796 году он встретил мадам Кампан и стал учителем рисования в основанном ей Национальном институте Сен-Жермен. Там он познакомился с семьей Бонапарта. В замке Мальмезон, он написал портрет Бонапарта.
В 1799 году, как и другие живописцы, покровительствуемый Жозефиной и Наполеоном, он организовал церемонии их коронации и подготовил рисунки для публикации. Изабе получил мастерскую в галереях Дворца Лувра. В 1804 году он был удостоен звания «Организатора общественных торжеств и особых празднеств» (Ordonnateur des réjouissances publiques et des fêtes particulières) и «рисовальщика кабинета императора Наполеона» (puis dessinateur du cabinet de l’empereur Napoléon). В 1805 году императрица Жозефина Богарне назвала Изабе «первым художником своей комнаты». В 1809 году ему было выделено жилье на Севрской фарфоровой мануфактуре. Там он создавал модели росписей чашек и тарелок с изображениями императора.
В 1805 году Жан-Батист Изабе стал художником-декоратором дворцовых театров Сен-Клу и Тюильри. В 1810 году он стал главным художником Парижской оперы. Он был последним академическим художником, который руководил декорационной мастерской Парижской оперы до 1815 года.
Ему мы обязаны декорациями к операм: «Любовь Антуана и Клеопатры» (1808), «Армида» (1811), «Вундеркинд» (1812), «Абенсеражи или Знамя Гранады» (1812—1813) и «Орест» (1815). Он создавал платья, костюмы, шали и кашемиры для фабрик Лиона и Жуи. Вместе с архитектором Пьером Фонтеном он организовал оформление свадьбы Наполеона I и Марии-Луизы Австрийской во дворце Луврa. В 1811 году Изабе стал учителем акварельной живописи императрицы Марии-Луизы. В 1812 году она поручила ему написать портреты своей семьи в Вене. В 1814 году Людовик XVIII заказал Изабе свой портрет, прежде чем отправиться на конгресс в Вену.
Жан-Батист Изабе был придворным художником Бонапарта, которого он часто сопровождал в походах, чтобы запечатлеть императора в различных сценах, в том числе батальных. Изабе выразил почтение Наполеону по возвращении его в феврале 1815 года с острова Эльбы, но продолжал пользоваться благосклонностью в период Реставрации Бурбонов, принимал участие в подготовке к коронации Карла X. Июльская монархия предоставила ему важную должность, связанную с королевскими коллекциями, а император Наполеон III пожаловал ему пенсию и крест командора ордена Почётного легиона.
Людовик XVIII предоставил ему право публиковать литографии с изображениями сцен и участников Венского конгресса.
Однако весной 1816 года он уехал в изгнание в Англию. Он усердно занимался литографией и гелиогравюрой (основой фототипии) для воспроизведения своих рисунков. Серию гелиогравюр художник издал в 1805 году.
Работы Изабе точны в передаче черт модели. Его миниатюры считаются одними из лучших произведений в этой жанровой разновидности живописи. Изабе писал свои миниатюры главным образом акварелью и гуашью по бумаге и пергаменту, но также по бисквиту (неглазурованному фарфору).
Портретные миниатюры Изабе были в большой моде, в Вене он создал портреты многих представителей российской аристократии. Их часто воспроизводили в книжных иллюстрациях.
Биография Изабе была опубликована Эдмоном Теньи в 1859 году.

## Галерея

### Представители европейской аристократии в миниатюрах Изабе

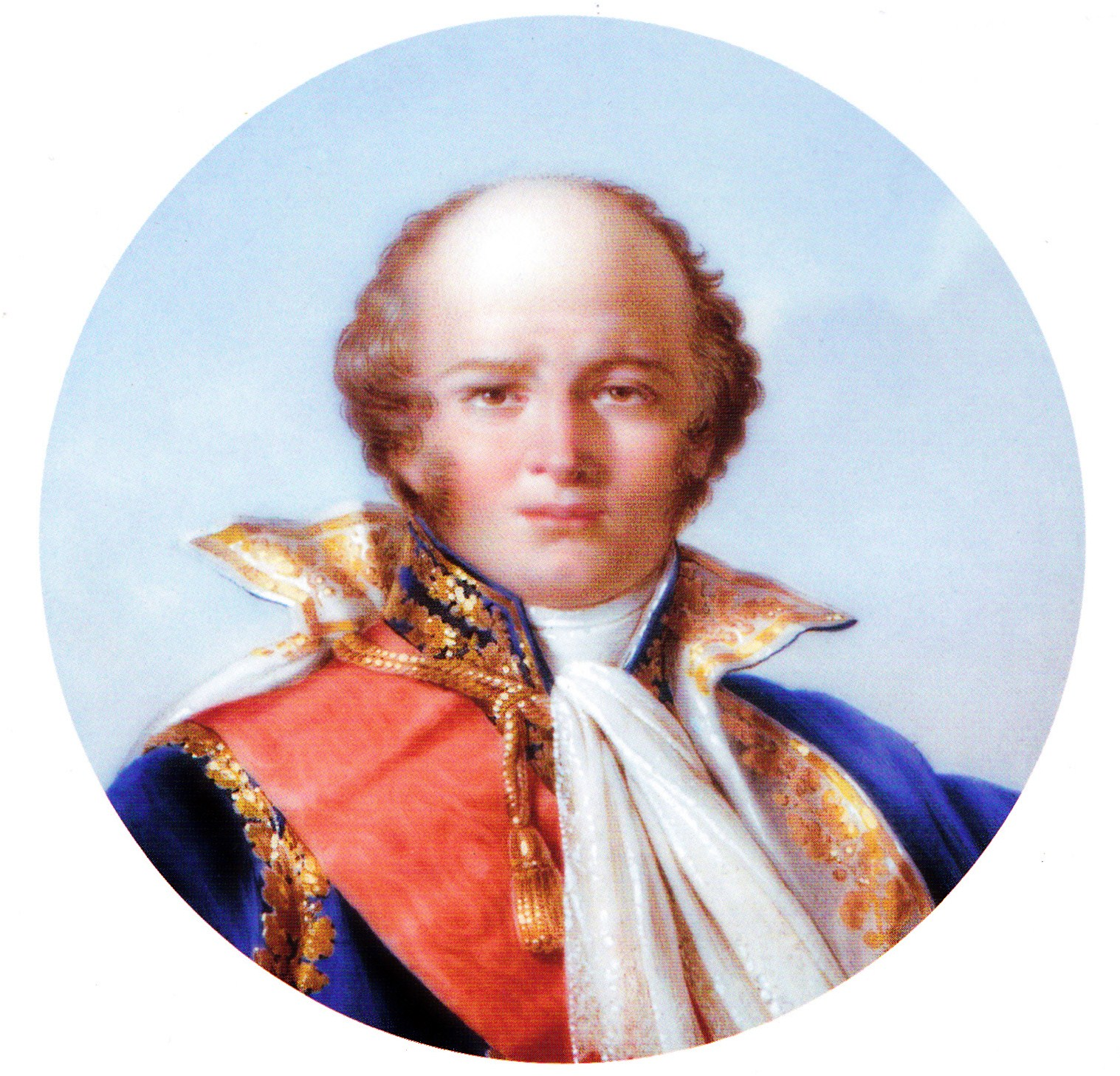
Маршал Франции Луи Никола Даву
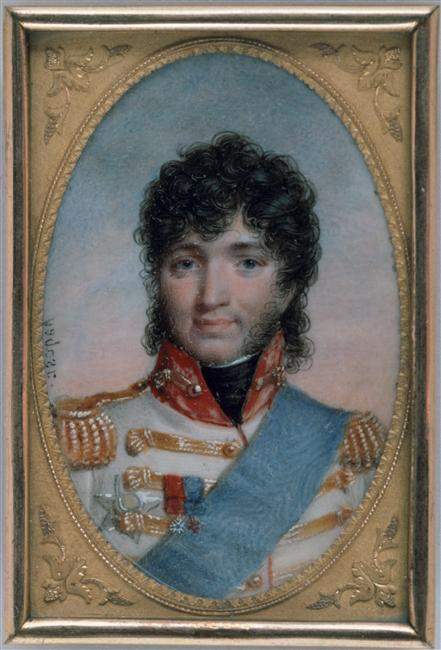
Маршал Франции Иоахим Мюрат
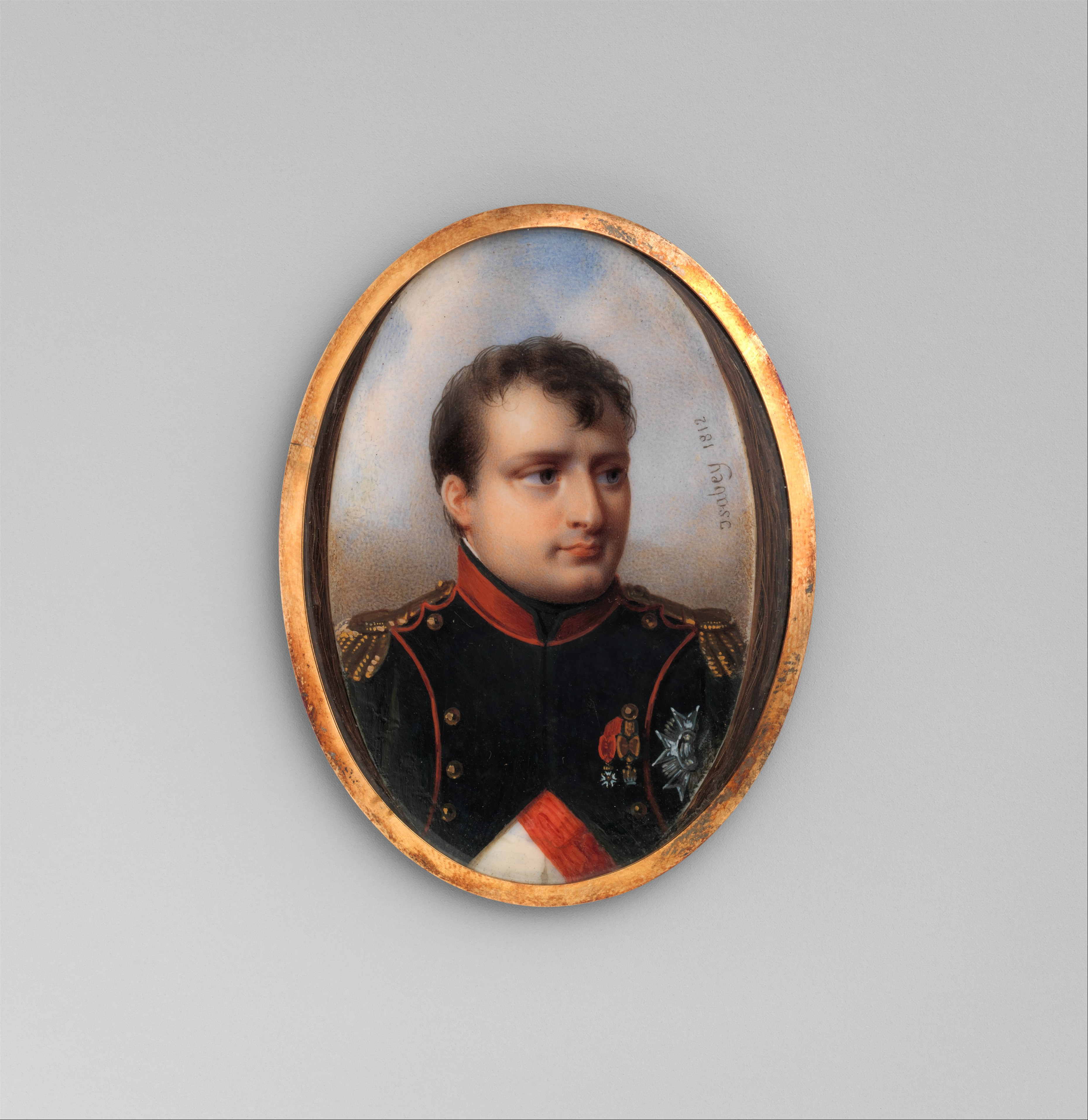
Император Наполеон
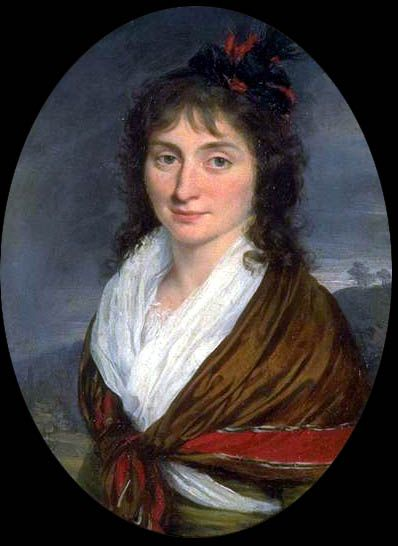
Шарлотта Робеспьер (1760-1834), сестра  Максимиллиана Робеспьера
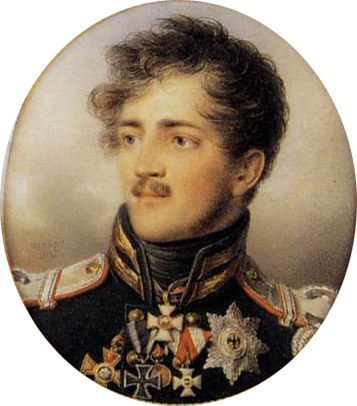
Принц Август Прусский

### Представители российской аристократии

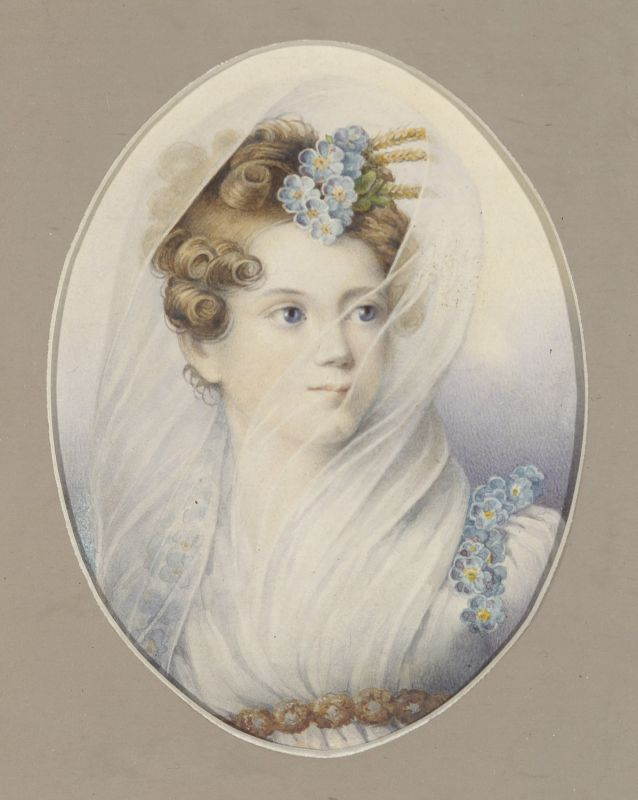
Княгиня Зинаида Волконская (супруга Никиты Григорьевича Волконского)
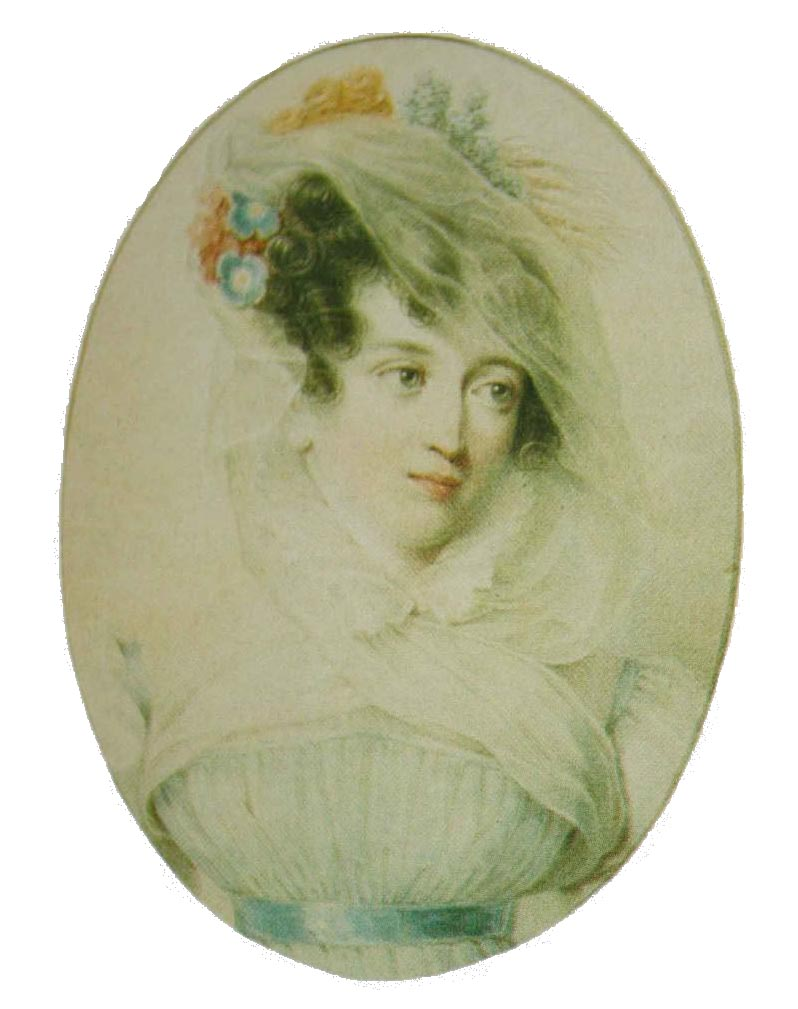
Княгиня Софья Григорьевна Волконская
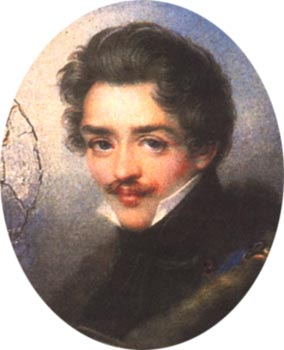
Князь Сергей Григорьевич Волконский
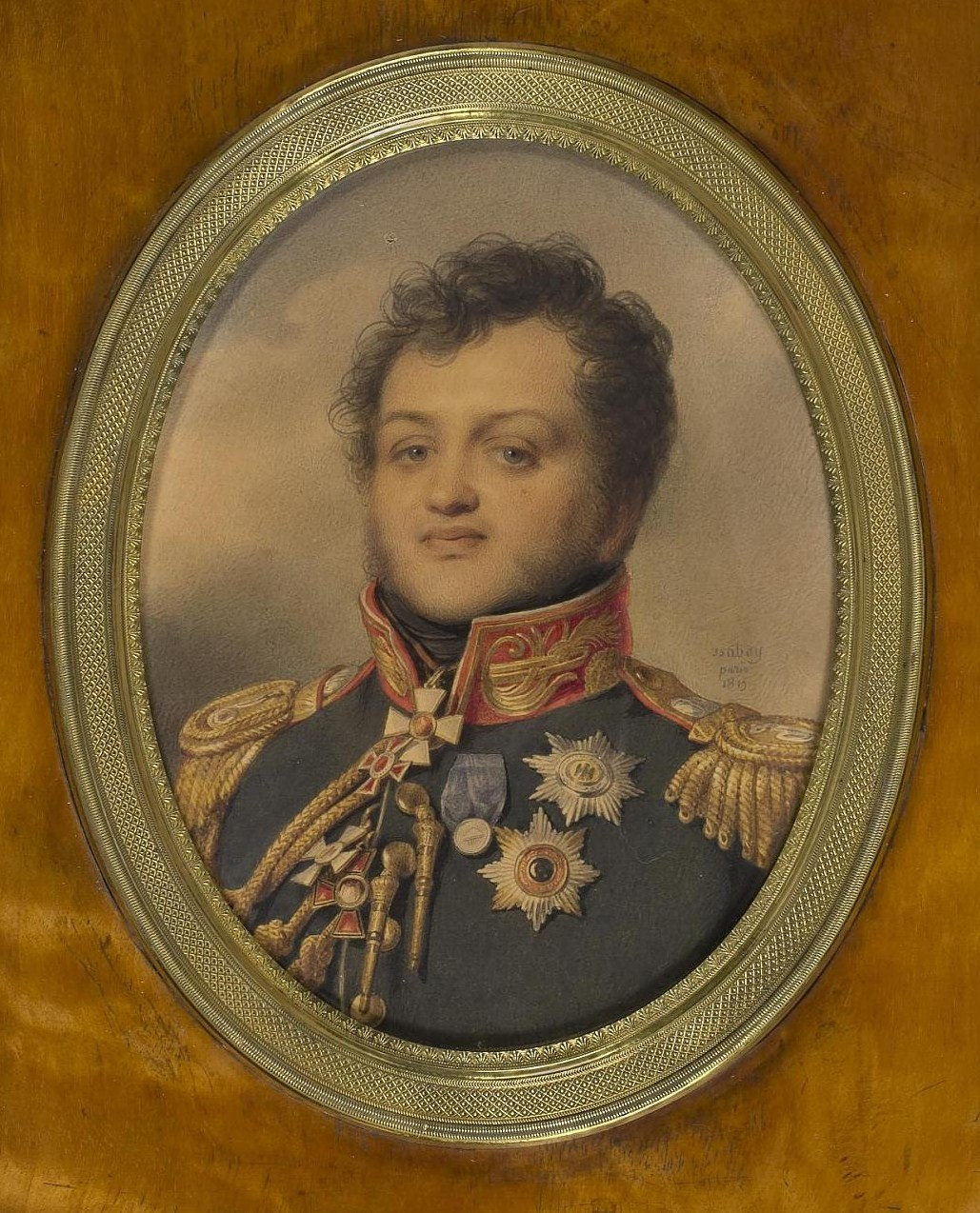
Князь  Николай Григорьевич Репнин-Волконский, брат предыдущих (Никиты, Софьи и Сергея)
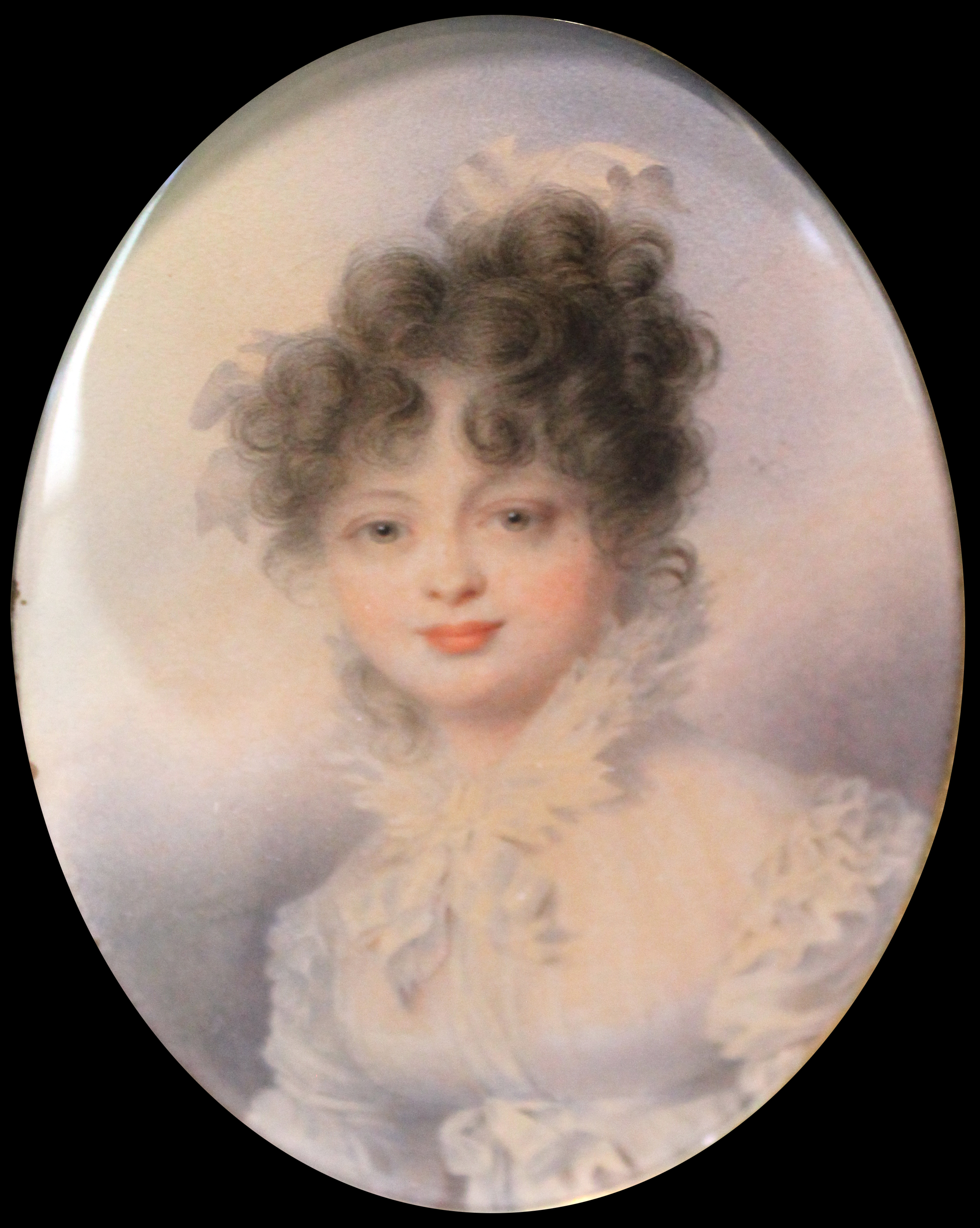
Великая княгиня Екатерина Павловна
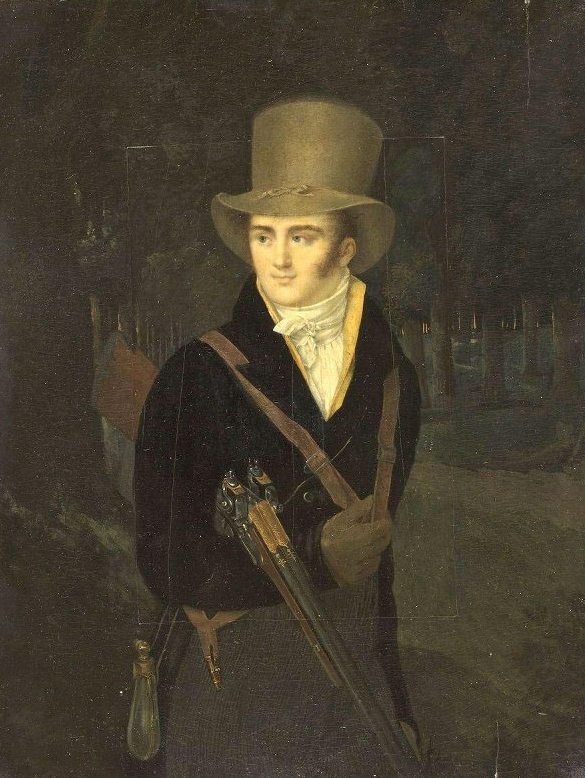
Князь Борис Голицын
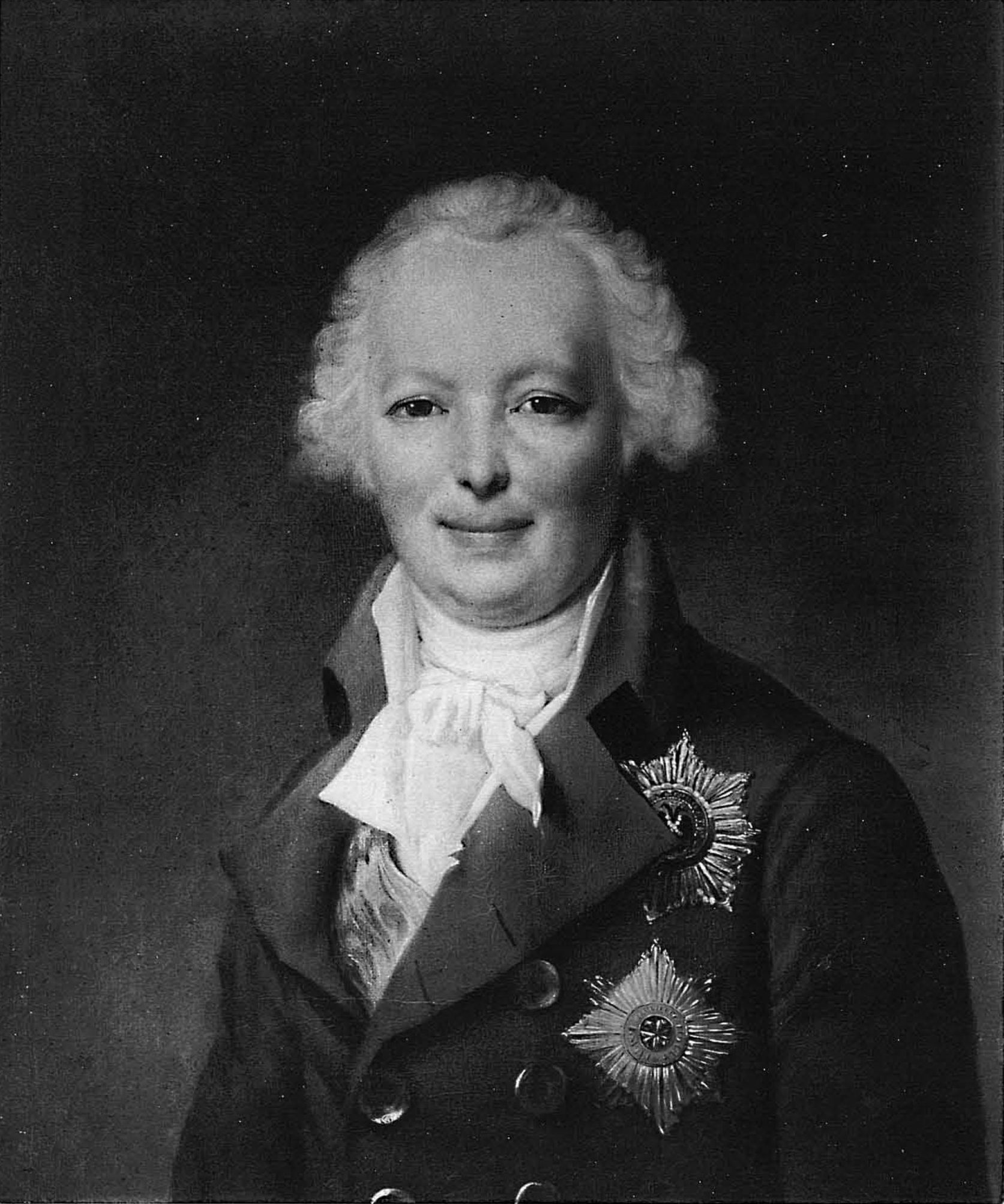
Граф Аркадий Морков
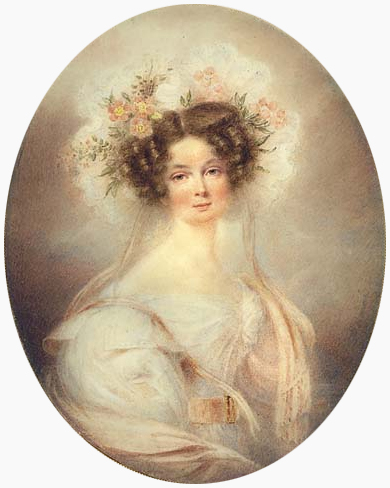
Графиня (позже светлейшая княгиня) Доротея Ливен
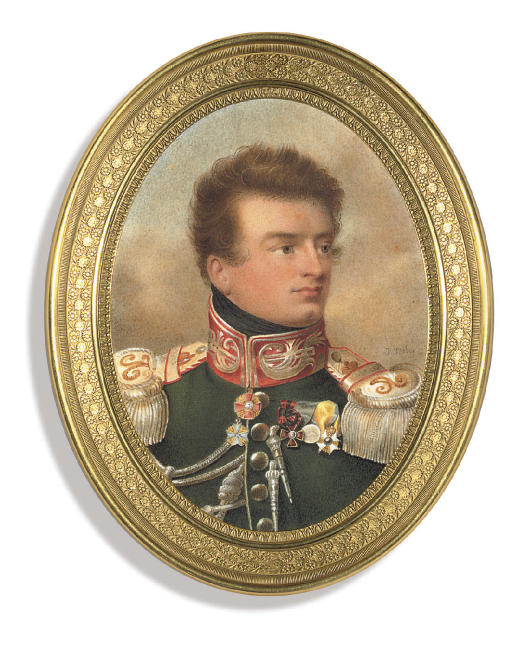
Граф Василий Апраксин
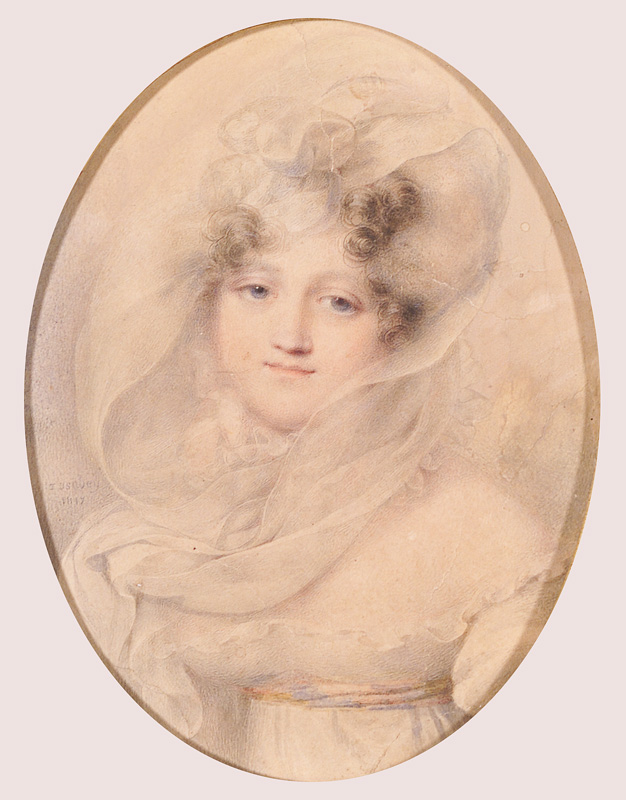
Княгиня Екатерина Багратион, вдова  полководца Петра Багратиона